# Mujer con sombrilla
Mujer con sombrilla (Femme à l'ombrelle, en francés), también conocida como El paseo (La promenade, en francés) es un cuadro de Claude Monet.

## Historia
En 1876 Monet fue invitado por Ernest Hoschedé a su castillo de Rottembourg, en Montgeron, cerca de París, donde ya había estado anteriormente con su mujer. Son pinturas al aire libre propias del impresionismo y que son posibles mediante caballetes y obras de no mucho tamaño, dando la sensación de ser una instantánea. Las pinceladas rápidas crean la sensación de dinamismo y movimiento, haciendo que el mismo viento mezcle los ropajes captados en un momento determinado.
Esta obra se da en el periodo en el que tanto él como su familia vivían en Argenteuil cerca del río Sena, algo muy propicio para un autor impresionista como Monet aficionado a retratar el agua. Estos establecieron su residencia en esta zona por las influencias de su amigo Édouard Manet. En este contexto se le ofrece un taller en el parque a su disposición para ejecutar las obras al aire libre. Este impresiona mucho a Monet debido a su carácter flotante con el cual podía plasmar las aguas del río desde el mismo. 
Los retratados en esta obra son su mujer Camille y su hijo Jean; crea en la figura de Camille una gran monumentalidad enfocando desde abajo, aprovechando un desnivel del terreno, el cual se puede apreciar en la obra. Con estas características en la obra, debería destacar sobre todo la parte del celaje, pero no es así, consigue que todos los elementos se muestren de una manera proporcionada. Esto se hace mediante el ligamento de los colores, haciendo que los colores que más destaquen sean los de la parte de abajo que se conectan con el color de la sombrilla, jugando así con la visión del espectador. Mientras que en contraste las vestiduras de ambos parecen mezclarse con el cielo ligándose con las nubes. Con su hijo opta por aplicar matices rojizos destacándolo sobre el fondo. Desecha totalmente el negro para las sombras, utilizando sobre todo violetas, y juega con la luz en los vestidos cuyas veladuras dejan pasar esa luminosidad. 
Monet trataba de imitar las pinturas de Manet, viéndolo como un ser superior y un pintor más aventajado. Durante su estancia allí su vida sería plácida, hasta el nacimiento de su segundo hijo, momento en el que los problemas familiares afloran y las necesidades económicas atenazan al artista, algo que pasaría más de una vez a lo largo de su vida.